# Rosa hemisphaerica
Rosa hemisphaerica es una especie de planta del género Rosa, de la familia Rosaceae.

## Taxonomía
Rosa hemisphaerica fue descrita por Herrm. en 1762.

## Distribución
Se encuentra en el territorio de Irán, Transcaucasia, Turkmenistán y Turquía.